# Pico do Barbado
Pico do Barbado (que en portugués quiere decir: Pico del Barbudo) es la montaña más alta en el estado brasileño de Bahía, y la más alta de todo el noreste de Brasil, llegando a 2.033 metros (6.670 pies) sobre el nivel del mar. Se encuentra ubicado dentro de la zona del Parque nacional de Chapada Diamantina. Desde Catolés, es posible llegar a la cima a través de un sendero.